# (55759) Erdmannsdorff
(55759) Erdmannsdorff ist ein Asteroid des Hauptgürtels, der am 10. Dezember 1991 vom deutschen Astronomen Freimut Börngen an der Thüringer Landessternwarte Tautenburg (IAU-Code 033) im Tautenburger Wald in Thüringen entdeckt wurde.
Der Himmelskörper wurde am 10. November 2003 nach dem deutschen Architekten und Architekturtheoretiker in der Zeit der Aufklärung Friedrich Wilhelm von Erdmannsdorff (1736–1800) benannt, der als der bedeutendste Vertreter des deutschen Frühklassizismus gilt und nach dessen Plänen Schloss Wörlitz im Wörlitzer Park bei Dessau als frühestes klassizistisches Schlossbauwerk auf dem europäischen Kontinent entstand.